# Brooks Institute of Photography
Pour les articles homonymes, voir Brooks.
Le  Brooks Institute of Photography (« Institut de photographie Brooks »), fondé en 1945 par Ernest H. Brooks Sr, est une école privée située en Californie dans les villes de Santa Barbara et Ventura.
Son slogan est (en anglais) « Passion, vision, excellence ».
Elle propose quatre spécialisations :
- Photographie professionnelle {Professional photography), à Santa Barbara ;
- Tournage de films et de vidéos (Film and video production), à Ventura ;
- Journalisme visuel (Visual journalism), à Ventura ;
- Communication visuelle (Visual communication), à Ventura.